# ARID3A
ARID3A‏ (AT-rich interaction domain 3A) هوَ بروتين يُشَفر بواسطة جين ARID3A في الإنسان.

## الوظيفة
يُشفِّر هذا الجين عضوًا من عائلة بروتينات ربط الحمض النووي ARID (مجال التفاعل الغني بالبروتينات AT). وقد وُجِد هذا الجين عن طريق التشابه مع جين الرنين الميت في ذبابة الفاكهة، وهو جين مهم للتكوين الجنيني الطبيعي. لأعضاء عائلة ARID الأخرى أدوار في التنميط الجيني، وتنظيم جينات سلالة الخلية، والتحكم في دورة الخلية، وتنظيم النسخ، وربما في تعديل بنية الكروماتين.

## التفاعل
لقد ثبت أن ARID3A يتفاعل مع:
- BTK[3]
- E2F1[4]